# Teddy geht zum Theater
Teddy geht zum Theater ist eine deutsche Filmkomödie von 1916 innerhalb der Stummfilmreihe Teddy. Hauptdarsteller ist Paul Heidemann.

## Hintergrund
Der Film hat eine Länge von drei Akten. Produziert wurde er von der Eiko-Film GmbH Berlin. Die Zensurprüfung fand im Dezember 1916 statt. Die Polizei Berlin belegte Teddy geht zum Theater unter der Nummer 40016 mit einem Jugendverbot.
Eine Aufführung ist belegt für das Tonbild-Theater-Olympia in Dresden, Altmarkt 13, wo der Film am 12. Mai 1917 gezeigt wurde.